# Французький балкон

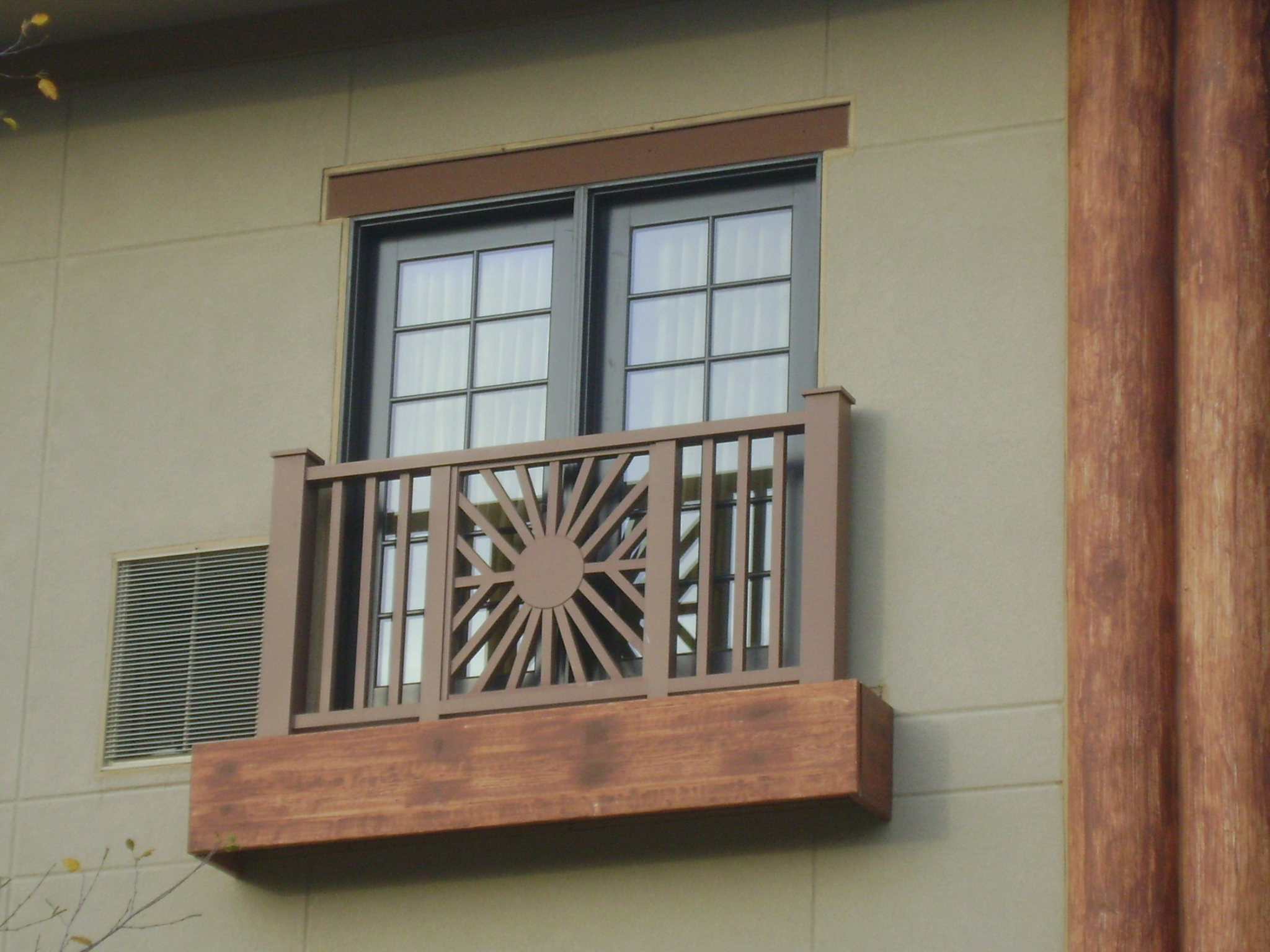
Зовнішній вигляд французького балкона

Французький балкон або балкончик — це архітектурний термін для опису фальшивого балкона або перил зовні від віконного отвору, що доходять до підлоги та мають вигляд балкона, коли вікно відчинене. Вони поширені у Франції, Португалії, Іспанії та Італії. Їх часто називають балконами Джульєтти як у сцені з п'єси Шекспіра «Ромео і Джульєтта».
Відомим прикладом французького балкона можна вважати балкони Палаццо Лабіа у Венеції.

## Бюстгалтери «балконет»
Термін «балконет» (англ. balconette — «балкончик») також вживається щодо різновиду бюстгальтерів, що має чашки з низьким вирізом та широко розташованими бретельками, які надають вигляду квадратного декольте. Назва «балконет» походить з часів, коли чоловіки дивилися на жінок з балкона театру. Бюстгальтера «балконет» не було видно зверху.